# Carolus
Carolus là một chi thực vật có hoa trong họ Malpighiaceae.

## Loài
Chi Carolus gồm các loài: